# Jimmy Dean (sång)
Jimmy Dean är en poplåt skriven av låtskrivartrion Norell Oson Bard och framförd av den svenska musikgruppen Troll.

## Historik
Troll gav ut Jimmy Dean som singel 1989. Låten gick in på Trackslistan samt toppade den svenska singellistan den 7 februari 1990, då den puttade ner Phil Collins singel Another Day In Paradise. Dock lämnade Jimmy Dean förstaplatsen veckan därefter, då Sinéad O'Connors Nothing Compares 2 U gick upp i topp. Totalt låg Jimmy Dean nio veckor på singellistans topp 20. 

### Listplaceringar
| Lista (1989-1990) | Topplacering |
| ----------------- | ------------ |
| Sverige           | 1            |

## Coverversion
Den finska popduon CatCat har gjort en finskspråkig version av låten, med titeln Piirtelet mun sydämeen.